# Clemente Caccianiga
Clemente Caccianiga (Milano, 18 novembre 1903 – Limbiate, 22 febbraio 1982) è stato un cestista e rugbista a 15 italiano.

## Carriera
È stato tra i pionieri della nazionale di pallacanestro dell'Italia, con la quale ha disputato le prime due partite in assoluto della sua storia sportiva.
Ha giocato anche con l'Ambrosiana Milano, società con cui ha vinto il primo campionato italiano di rugby nel 1928-29, proprio grazie ad una sua meta.
Nel dicembre 1929 giocò con la maglia dell'A.S. Ambrosiana un'amichevole contro una selezione catalana a Barcellona.
Il 20 novembre 1930 la FIPAC lo dichiarò libero di lasciare la Società Ginnastica Costanza di Milano, con cui aveva giocato l'ultimo campionato di pallacanestro.

## Statistiche

### Cronologia presenze e punti in Nazionale
| Cronologia completa delle presenze e dei punti in Nazionale - Italia | Cronologia completa delle presenze e dei punti in Nazionale - Italia | Cronologia completa delle presenze e dei punti in Nazionale - Italia | Cronologia completa delle presenze e dei punti in Nazionale - Italia | Cronologia completa delle presenze e dei punti in Nazionale - Italia | Cronologia completa delle presenze e dei punti in Nazionale - Italia | Cronologia completa delle presenze e dei punti in Nazionale - Italia | Cronologia completa delle presenze e dei punti in Nazionale - Italia |
| Data                                                                 | Città                                                                | In casa                                                              | Risultato                                                            | Ospiti                                                               | Competizione                                                         | Punti                                                                | Note                                                                 |
| -------------------------------------------------------------------- | -------------------------------------------------------------------- | -------------------------------------------------------------------- | -------------------------------------------------------------------- | -------------------------------------------------------------------- | -------------------------------------------------------------------- | -------------------------------------------------------------------- | -------------------------------------------------------------------- |
| 04/04/1926                                                           | Milano                                                               | Italia                                                               | 23 - 17                                                              | Francia                                                              | Amichevole                                                           | 0                                                                    | [ 3 ]                                                                |
| 18/04/1927                                                           | Parigi                                                               | Italia                                                               | 22 - 18                                                              | Francia                                                              | Amichevole                                                           | 0                                                                    | [ 3 ]                                                                |
| Totale                                                               |                                                                      | Presenze                                                             | 2                                                                    |                                                                      | Punti                                                                | 0                                                                    |                                                                      |

## Palmarès
- Campionati italiani: 1
Ambrosiana: 1928-29